# Plaça de Trilla
La plaça de Trilla està situada davant de la masia del mateix nom, a l'altra banda del carrer Gran de Gràcia, a la ciutat de Barcelona. Té una superfície aproximada de 450 metres quadrats.
Els terrenys de la plaça, juntament amb els de la masia de Can Trilla i totes les terres de conreu, havien format part de la propietat d'Antoni Trilla i de la seva muller i hereva, Àgueda Trilla, que procedí a la urbanització d'una part de la propietat. Entre els carrers que sorgiren de la parcel·lació i urbanització projectada per Pere Serra el 1825, es creà aquesta plaça, que s'inaugurà amb el nom de Reina Amàlia, per la reina coetània; més endavant fou anomenada de Sant Antoni, pel nom de l'antic propietari; a partir de 1836 dugué el de Reina Cristina, després de l'abdicació i segon matrimoni de la qual rebé el nom definitiu de Trilla.
L'11 d'agost del 1906 s'inaugurava a Barcelona la primera línia regular d'autobusos urbans, de la companyia Catalana de Ómnibus -per entrar en servei l'endemà-, que unia precisament la plaça de Trilla amb la plaça de Catalunya.
La plaça està ornamentada amb un grup de palmeres, una font i un monument. Com a conseqüència de l'escassetat d'aigua, l'Ajuntament s'inaugurava a Gràcia el 5 d'abril de l'any 1844 dues fonts públiques, una de les quals a la Plaça de Trilla. El monument A les colles de Sant Medir, obra de Núria Tortras, inaugurat el 1969, ha estat en diversos indrets del barri i ha quedat definitivament instal·lat en aquesta plaça. La Casa Homet, edifici modernista de l'arquitecte Salvador Puiggròs, està situada a la cantonada de la plaça amb el carrer de Santa Magdalena.
Als anys vuitanta es dugué a terme una remodelació urbanística de la zona: la reforma de la plaça es va fer el 1984 i fou dirigida pels arquitectes Jaume Bach i Gabriel Mora, que la convertiren en zona per a vianants i hi instal·laren les nou palmeres que hi ha. Al 1987, al petit espai del davant de la masia, a l'altra banda del carrer i continuïtat natural de la plaça, s'hi instal·laren bancs, arbres i una font de ferro fos, bessona de la font de Canaletes.